# 李桥乡 (西充县)
李桥乡，是中华人民共和国四川省南充市西充县曾经下辖的一个乡。2019年10月，撤销李桥乡和金源乡，将其所属行政区域划归古楼镇管辖。

## 行政区划
李桥乡撤销前下辖以下地区：
马龙滩村、张家庵村、向家沟村、书房垭村、方山坪村、庙子滩村、贾家湾村、母家山村、槐树沟村、文家沟村、回龙庵村和新龙寺村。